# Cameron Bay
Cameron Bay är en vik i Kanada.   Den ligger i territoriet Nunavut, i den norra delen av landet, 3 700 km nordväst om huvudstaden Ottawa.
Trakten runt Cameron Bay består i huvudsak av gräsmarker. Trakten runt Cameron Bay är nära nog obefolkad, med mindre än två invånare per kvadratkilometer.